# Heterapoderus fausti
Heterapoderus fausti es una especie de coleóptero de la familia Attelabidae.

## Distribución geográfica
Habita en India.